# Mosaico de Carabanchel

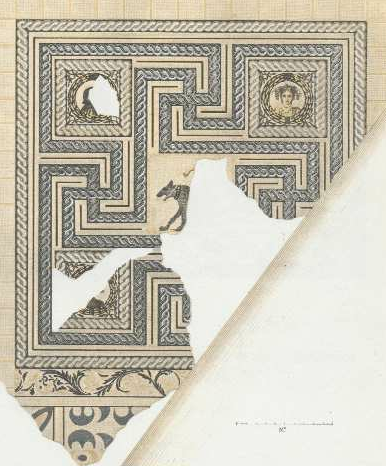
Litografía del mosaico de Carabanchel, Antonio Bravo, 1861.

El Mosaico de Carabanchel o Mosaico de las Cuatro Estaciones es un mosaico romano descubierto en el distrito de Carabanchel, en la ciudad de Madrid. Está datado entre los siglos IV-V d. C. y se conserva en el Museo de San Isidro o de los Orígenes de Madrid fragmentado en tres piezas.
El mosaico de Carabanchel es de temática báquica y muestra una representación de las cuatro estaciones simbolizadas en distintos ciclos vegetales. Es el primer descubrimiento arqueológico romano de importancia en Madrid y, el más importante de la región.
Este mosaico es considerado el descubrimiento más destacado del yacimiento arqueológico de Eugenia de Montijo. Su importancia, también lo es a nivel regional, y autonómico, ya que, el descubrimiento del mosaico, junto con otros hallazgos, ha contribuido para qué, arqueólogos como José Ramón Mélida y Antonio Vives, e historiadores como Amador de los Ríos y José María Florit, sustentasen la hipótesis de que, el yacimiento de Eugenia de Montijo pudiese ser de una magnitud mayor al de una villa; Aludiendo que, podría ser el lugar donde estuviese ubicado un poblado romano llamado Miaccum. En consecuencia, el mosaico de Carabanchel, es considerado una prueba más para desafiar a las asentadas creencias acerca de los orígenes árabes de la ciudad de Madrid, pudiendo encontrarse en el yacimiento de Eugenia de Montijo, el origen de la civilización romana de la ciudad madrileña.

## Contexto histórico
A unos 300 metros de distancia de la Ermita de Santa María de la Antigua (el templo mudéjar más antiguo de la Comunidad de Madrid), en la quinta de los condes de Montijo, fue hallado el mosaico de Carabanchel.
La fecha exacta de su descubrimiento no se ha logrado determinar, pero se sitúa a finales del siglo XVIII.  Algunos autores estiman que fue alrededor de 1790, al realizar unas obras de cercamiento y ampliación de edificios y baños en la quinta de los condes de Montijo, cuando apareció el mosaico de Carabanchel. Otros, sostienen que el hallazgo ocurrió en 1860, y que, por tanto, existieron dos mosaicos. No existe un acuerdo respecto a esta fecha, pero, sí se conoce que el mosaico de Carabanchel había sido mencionado en algunos documentos, como en el diccionario de Pascual Madoz en 1848, y en "Historia de la villa y corte de Madrid", en 1861 de Amador de los Ríos y Juan de Dios de la Rada y Delgado.
No obstante, el hallazgo no sería conocido públicamente hasta 1819, cuando Antonio Merino y Francisco Antonio González, informaron a la Real Academia de la Historia de que en la Quinta de los Condes de Montijo había sido encontrado un mosaico romano. Dicha fecha, es la que ha sido elegida oficialmente para datar el descubrimiento, cumpliéndose en el año 2019 el bicentenario del descubrimiento del mosaico de Carabanchel.

## Historia
Pertenece a la cultura visual romana tardoantigua, motivo por el que ha sido datado alrededor del siglo V d. C. Aunque, anteriormente había sido fechado entre los siglos II-III d. C. por parte de algunos arqueólogos, como los mismos Amador de los Ríos y Juan de Dios de la Rada. En particular, la tendencia a situar el mosaico de Carabanchel en este periodo ha sido a causa de la frecuente representación de las cuatro estaciones que se ha encontrado en otros mosaicos de este periodo en Hispania. Ejemplo de ello son el mosaico báquico de Zaragoza del siglo II o los mosaicos del siglo III de Palencia o Vega la Baja (Toledo).
El mosaico estuvo probablemente situado en un lujoso comedor (triclinium) de una casa (domus), puesto que, decoraciones mosaicas como esta se encuentran comúnmente situadas en los comedores de las villas. Es posible que, el mosaico perteneciese a una familia romana que celebraba en su villa banquetes y celebraciones en honor al dios Baco. Sin embargo, apenas se conocen datos adicionales acerca de la historia y ubicación del mosaico, debido a que el yacimiento arqueológico de Eugenia Montijo aún no ha sido propiamente estudiado.

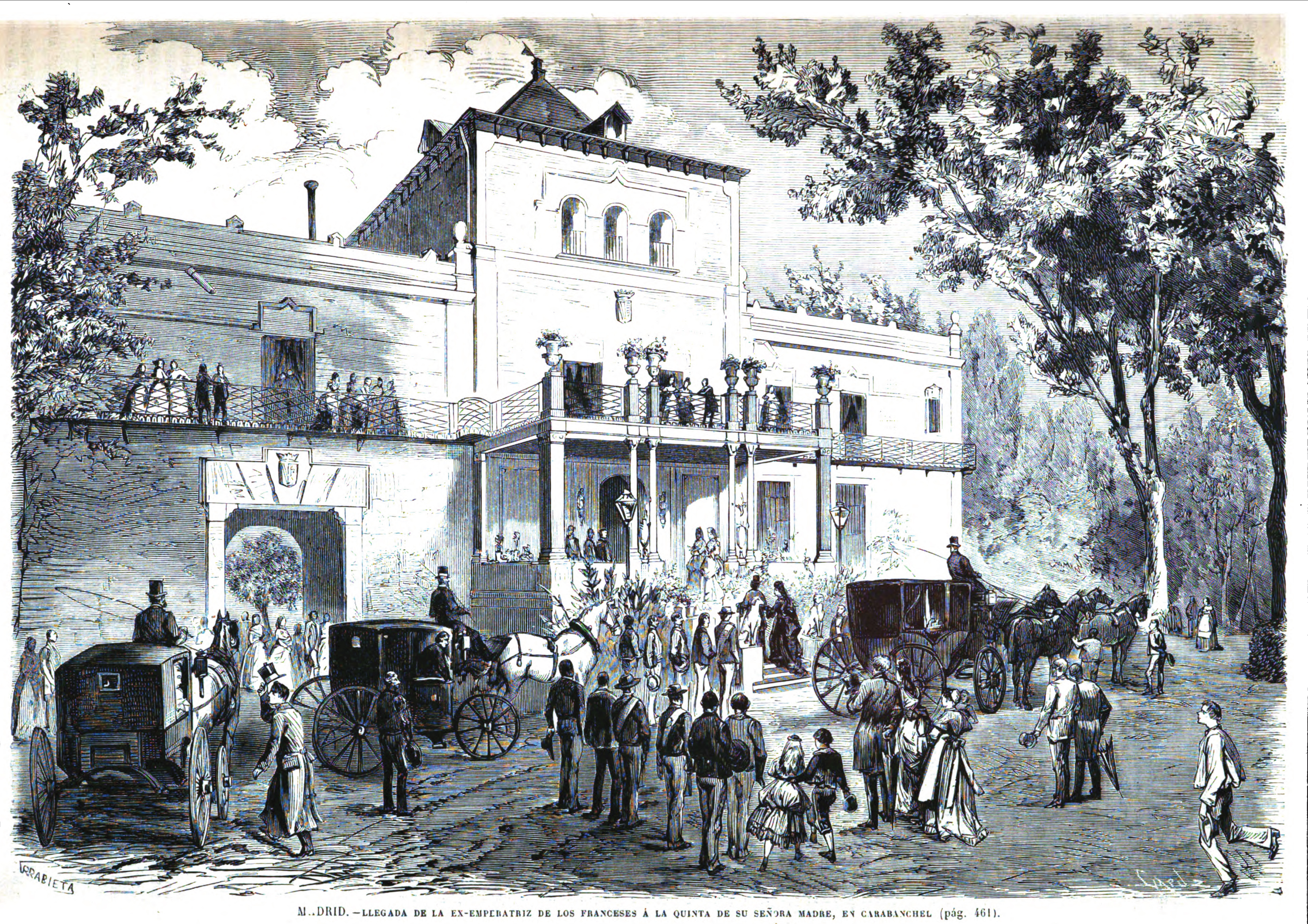
La Quinta de Eugenia de Montijo en Carabanchel, 1871.

#### Restauraciones
Una vez descubierto por la familia Montijo, se ha documentado que Próspero Merimée, también aficionado a la arqueología, contribuyó en las primeras restauraciones del mosaico. Posteriormente, el mosaico fue custodiado en una caseta, dentro de la quinta de los condes de Montijo. Gracias a una acuarela, conservada en el Gabinete de Antigüedades, llamada "copia de un mosaico romano existente en los Carabancheles en la quinta propiedad de la emperatriz Eugenia" que hizo el pintor madrileño, Manuel del Palacio Freire-Duarte, en 1896, es conocido que la condesa Eugenia de Montijo realizó una restauración del los fragmentos superior e inferior izquierdos. Es posible que esta restauración explique el refuerzo de cal, cerámica y teselas de mármol que contiene el borde del mosaico.
En 1979, el mosaico fue fragmentado y, tras comprobar su decrepitado estado de conservación, fue restaurado.
Más adelante, en 1982, el mosaico fue restaurado de nuevo, por Santiago Ferrete Ponce, para después exhibirlo en el Museo Municipal. Los fragmentos del mosaico habían sido conservados anteriormente agregándoles un soporte basado en cemento y arena, junto con una estructura metálica. Este método había causado graves problemas en el estado de conservación del mosaico. El deterioramiento del cemento aplicado había terminado penetrando entre las teselas, impidiendo su visión, ocasionando su desprendimiento y abolsamientos en distintas zonas del mosaico. Además, el mosaico presentaba acumulaciones calcáreas, lo que afectó en mayor grado a las teselas de color negro.
En la restauración de estos daños fueron incrustadas telas de algodón con cola (con melaza, hilo de buey, vinagre y fenol) en aquellas zonas donde las teselas del mosaico pudieran desprenderse, y, se les inyectó acetato de polivinilo puro, con el objetivo de que las teselas permanecieran bajo presión durante 24 horas. Los abolsamientos fueron fijados, las grietas que presentaba fueron selladas utilizando grapas de hierro por el reverso del soporte. Utilizando ácido oxálico en bajas concentraciones y realizando sucesivos baños de agua, fueron eliminadas las concreciones calcáreas. Finalmente, la limpieza del mosaico se llevó a cabo con agua y un cepillo de cerda suave. Además, en esta restauración el mosaico también fue reintegrado en tres fragmentos. Para este proceso fue eliminado el cemento que contenían las teselas y añadido un material llamado exaduro (un dihidrato de sulfato cálcico).
La última restauración a la que ha sido sometida el mosaico de Carabanchel tuvo lugar en 1997, en el Museo de los Orígenes de Madrid. En esta ocasión, fueron sustituidos unos soportes de hormigón que contenía por otros más ligeros. El mosaico de las Cuatro Estaciones estuvo ubicado en el Museo Municipal de Madrid (el actual Museo de Historia de Madrid), hasta esta restauración en 1997. Tras su realización, el mosaico fue expuesto en su actual ubicación, el Museo de San Isidro.

## Conservación
La parte central del mosaico está poco conservada, apreciándose solamente la cabeza, cuello y patas delanteras de lo que podría ser un tigre o una pantera sujeta por un collar que está agarrado por una mano humana. Esta mano podría ser una representación del dios del vino, Baco. Actualmente, sólo se conserva al completo el vértice superior derecho. Los vértices superior izquierdo e inferior derecho conservan algunos restos originales en sus laterales, y, del fragmento del lado inferior izquierdo, el que representaría al verano, no se conserva restos. Durante una restauración realizada en 1982, pudo apreciarse que, el mosaico estaba cortado con poca regularidad por el área inferior izquierda, lo que podría indicar que cuando fue descubierto, ya había desaparecido todo el fragmento inferior que representa al verano.

## Descripción
El mosaico en su conjunto tiene una superficie conservada de 5,50 metros x 4,30 metros y está confeccionado con teselas de caliza, cerámica, mármol y pasta vítrea de colores rojo, rosado, ocre, azul, negro, verde y blanco. Su patrón ornamental es de un estilo simple. Está dividido en nueve secciones, con cinco paneles representando escenas y cuatro dásticas. Esta estructura ha sido asemejada a la del mosaico de Vicenza (Italia).

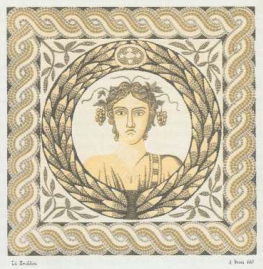
Litografía del vértice superior derecho del mosaico de Carabanchel, Antonio Bravo, 1861.

Esta pieza mosaica es de temática báquica y hace referencia a las cuatro estaciones. El fragmento del vértice mejor conservado, el superior derecho, representa a la estación del otoño a través de simbologías como los racimos de uvas. Muestra a una mujer morena de cabellos rizados que lleva una corona de pámpanos y tallos de vid de los que cuelgan racimos de uva puesta en la cabeza. Este tipo de corona está también documentada en el mosaico de Complutum y el mosaico de Baños de Valdearados (Burgos). Asimismo, en el mosaico puede apreciarse que la mujer retratada viste una túnica romana y utiliza un colgante de piedras verdes.
En el fragmento del lado superior izquierdo puede llegar a observarse unas ramas secas en los ángulos interiores de su marco y estas evocan a la estación invernal. En el fragmento del lado inferior derecho pueden observarse unos brotes floreciendo en los mismos ángulos interiores del marco, lo que implica que representa a la primavera.
La parte central del mosaico muestra una pantera manejada por una correa, que es sujetada por una mano. Esta figura ha sido consensuadamente atribuida a la del dios Baco, que, aparece en otras representaciones como jinete de una pantera. Aunque, algún autor ha señalado que, al igual que se sospecha en el caso de otros mosaicos, como el mosaico de la Casa del Fauno de Pompeya, o el mosaico de Djémila, esta figura podría representar al personaje mitológico Ariadna o a un genio dionisiaco.

## Estilo
Respecto a la técnica artística utilizada, el mosaico de Carabanchel es una pieza creada con la técnica de musivaría opus tessellatum. Este procedimiento está basado en la inserción directa de teselas de más de 4 milímetros en el mismo lugar donde permanece ubicado un mosaico; El procedimiento opuesto a la técnica opus vermiculatum, que consiste en crear un mosaico desde los talleres con piezas de 4 o menos milímetros.
El mosaico de Carabanchel es un mosaico dedicada al dios romano del vino, llamado Baco (Dionisio para los griegos). Aunque se ha perdido gran parte de la zona central del mosaico, donde puede apreciarse la figura de una pantera siendo domada por un brazo humano, es considerado que aparecía una figura humana que encarnaba a Baco. Esta representación muestra que es una obra de un estilo mítico-religioso.
Su estilo artístico pertenece al periodo romano tardoantiguo, motivo por el cual, muestra similitudes con otros mosaicos de la misma época. Por ejemplo, hay múltiples mosaicos, hallados en la península ibérica y fechados en el periodo tardoromano, que también representan a las cuatro estaciones del año. Es el caso del mosaico de Las Tiendas (Badajoz), el mosaico de Vega Baja (Toledo) o el mosaico de Baños de Valdearados (Burgos). La conceptualización de las cuatro estaciones en mosaicos hispánicos es una tendencia artística adquirida por todo el imperio romano. Motivo por el cual, existe una gran suma de representaciones con una similar simbología, a la hora de representar a las cuatro estaciones, a la del mosaico de Carabanchel, donde las flores son utilizadas para reproducir a la primavera y las uvas sirven para simbolizar el otoño.
Asimismo, el estilo del mosaico de Carabanchel ha sido comparado al de otras piezas de proximidad geográfica, como el mosaico báquico de Alcalá de Henares. Esto podría explicarse debido a que, teniendo en cuenta las distancias entre las ubicaciones de las poblaciones de Complutum y el yacimiento de Eugenia de Montijo, es probable que dichas poblaciones compartiesen el mismo estilo de representación de leyendas o creencias en la musivaría.
Finalmente, en lo que concierne a la simbología utilizada en el mosaico de Carabanchel, el uso de esvásticas como elemento decorativo es otra característica común hallada en la musivaría romana. Lo más frecuente es encontrar mosaicos que contengan diseños de esvásticas que están enlazadas en trenzas dobles o triples. Además, la colocación de esvásticas del mosaico de Carabanchel también coincide con los patrones utilizados en los mosaicos del imperio romano, que suelen ubicar esvásticas en el área limítrofe de sus paneles o, en el espacio céntrico de los mosaicos como adornos.

## Usos y significado
Los mosaicos con temáticas como la del dios Baco, situados en salones de villas, como el mosaico de Carabanchel, permiten conocer las creencias de los romanos que habitaban en Carabanchel. Diversas piezas mosaicas romanas están inspiradas en las leyendas mitológicas de divinidades griegas, representando a dioses como Atenea, Venus, Apolo, o, como en el caso del mosaico de Carabanchel, retratando al dios Baco, que es el dios griego, Dionisio. Lo mismo ocurre con las esvásticas que muestra el mosaico de Carabanchel. El uso de este patrón a modo decorativo estaba extendido por todo el imperio romano y había sido adquirido de la simbología de la antigua Grecia y otros pueblos de la antigüedad.
Cabe destacar que las imágenes mostradas en este mosaico tienen una especial significancia debido a que, es la primera representación que se ha registrado de rostros de sujetos de Carabanchel.